# モーシェ・レヴィン
モーシェ・レヴィン（フランス語: Moshe Lewin、1921年11月7日 - 2010年8月14日）は、ポーランド出身の歴史家。専門はロシア史、ソ連史。

## 経歴
1921年、ポーランド・ヴィルノ（現：リトアニア・ヴィリニュス）生まれ。ポーランドで20年を過ごした後、1941年6月の独ソ戦勃発に伴い、ソ連へ渡った。両親は戦時中にホロコーストの犠牲となった。戦後1946年にポーランドへ戻り、1951年にイスラエルへ移住。そこでロシア史を修学した。
1960年代にフランスへ移住。1966年に西側歴史家として初めてソ連の社会史へ言及した書籍『ロシア農民とソビエト権力』を執筆。フランスやイギリスの大学教授を歴任し、ペンシルベニア大学で歴史学教授を務めた。
2010年8月14日、パリで死去。

## 著作
- 『レーニン最後の闘争』（1969年、河合秀和訳）（Lenin's Last Stuggle、1968年）
- 『ロシア農民とソビエト権力』（1972年、荒田洋訳）（Political Undercurrents in Soviet Economic Debates、1974年）
- 『歴史としてのゴルバチョフ』（1988年、荒田洋訳）（The Gorbachev Phenomenon、1988年）
- 『The Making of the Soviet System』（1985年）